# Moča (Slovensko)
Moča (maďarsky Dunamocs, historicky Mocs) je obec na Slovensku v okrese Komárno. Leží v Podunajské nížině mezi Komárnem a Štúrovem, na levém břehu Dunaje, který zde tvoří hranici s Maďarskem.

## Obyvatelstvo
V obci je 92 % obyvatel maďarské národnosti, 6 % slovenské a 1,5 % romské; ostatní tvoří 0,5 %.

## Historie
První písemná zmínka o obci pochází z roku 1208. V polovině 16. století (během válek s Turky) byla obec zpustošena. V roce 1557 zde bylo pouze pět statků, v roce 1622 osm mlýnů. V roce 1699 obec měla 300 obyvatel. V roce 1787 zde stálo 146 domů a žilo 872 obyvatel. V roce 1828 zde bylo 351 domů a 2137 obyvatel, (většinou rybáři, voraři a rolníci). V letech 1939 až 1945 obec připadla Maďarsku. V roce 1965 způsobil obci velké škody rozvodněný Dunaj, který zde zničil 100 domů.

## Kultura a zajímavosti

### Památky
- Římskokatolický kostel Nejsvětější Trojice, jednolodní barokní stavba s polygonálním ukončením presbytáře a představěnou věží, z roku 1764. Přestavbou prošel v první polovině 20. století a po druhé světové válce, která pozměnila jeho interiér. Interiér kostela je plochostropý.[2] Fasády jsou členěny segmentově ukončenými okny. Věž je členěna kordonovými římsami a je ukončena zvonovitou helmicí. V podvěží je barokní portál s profilovaným kamenným ostěním s klenákem.

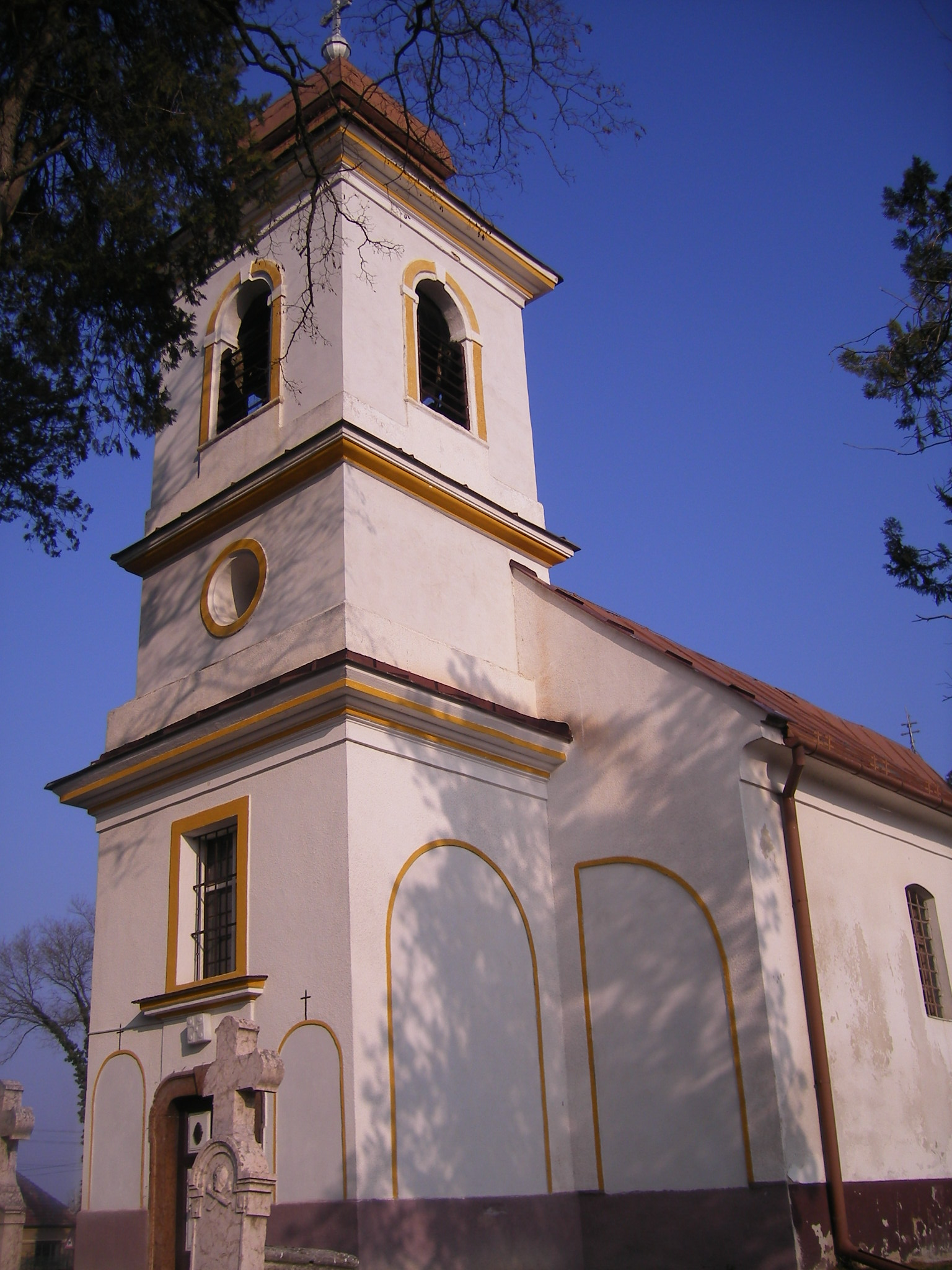
Kostel Nejsvětější Trojice
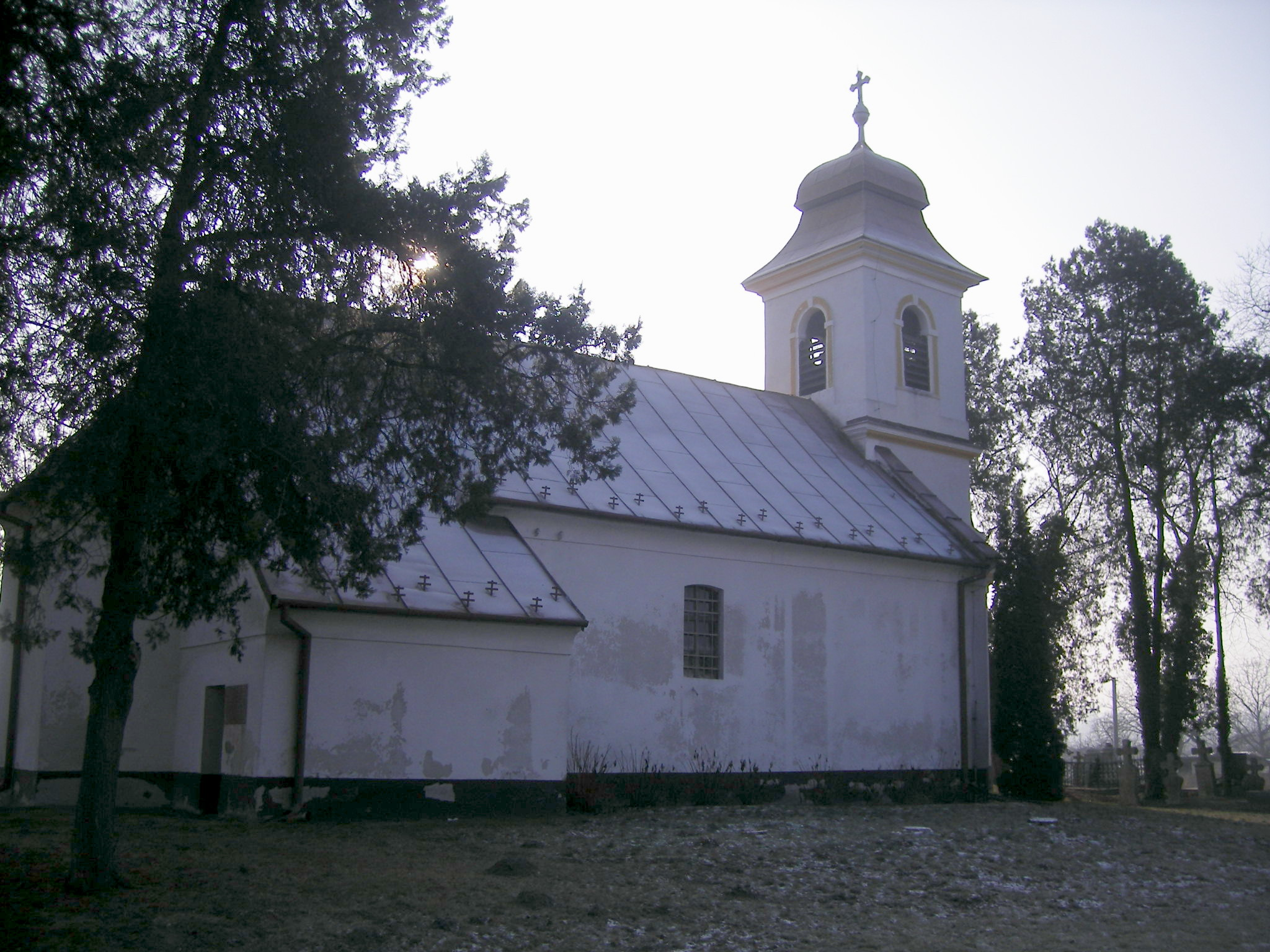
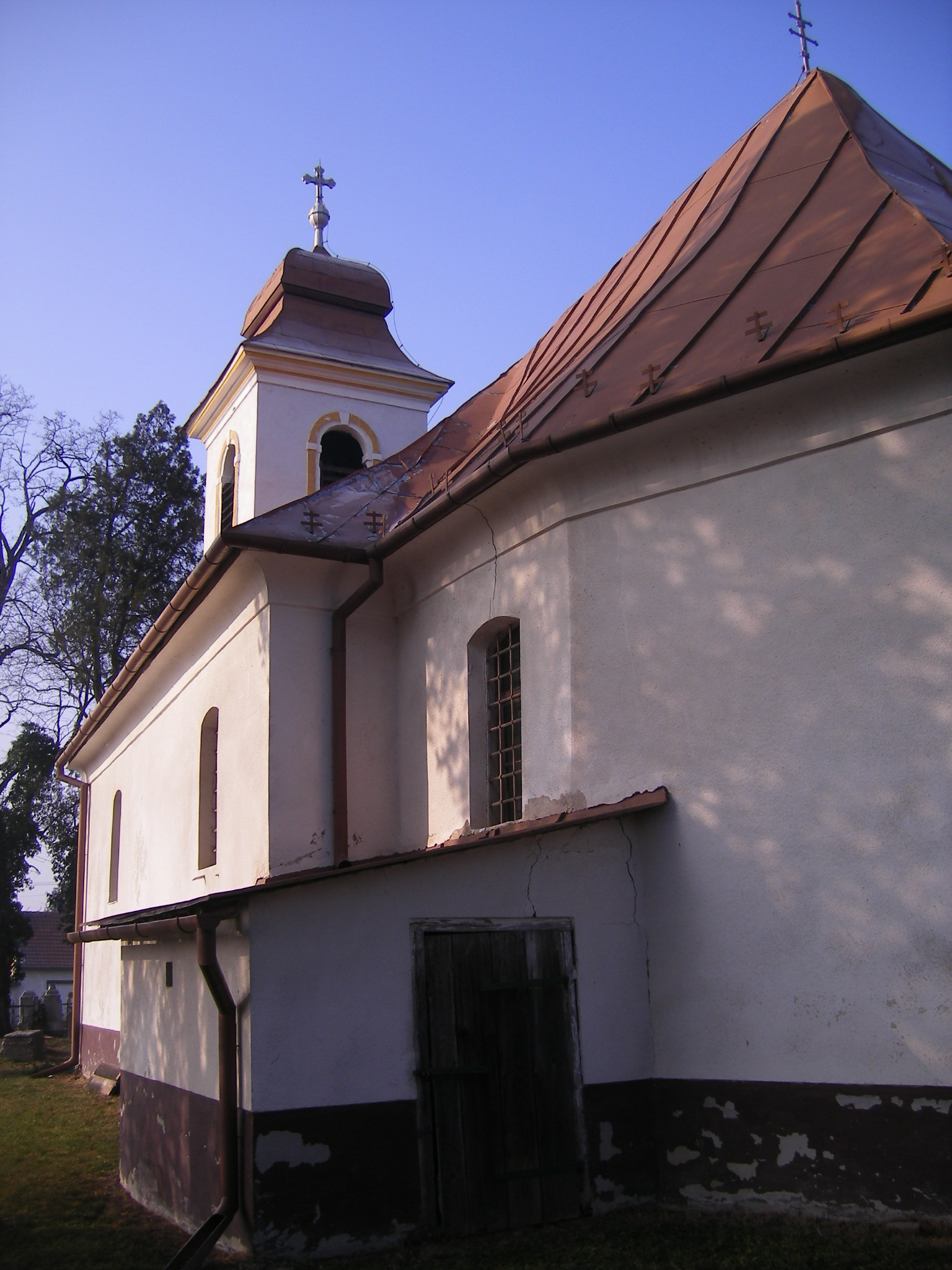
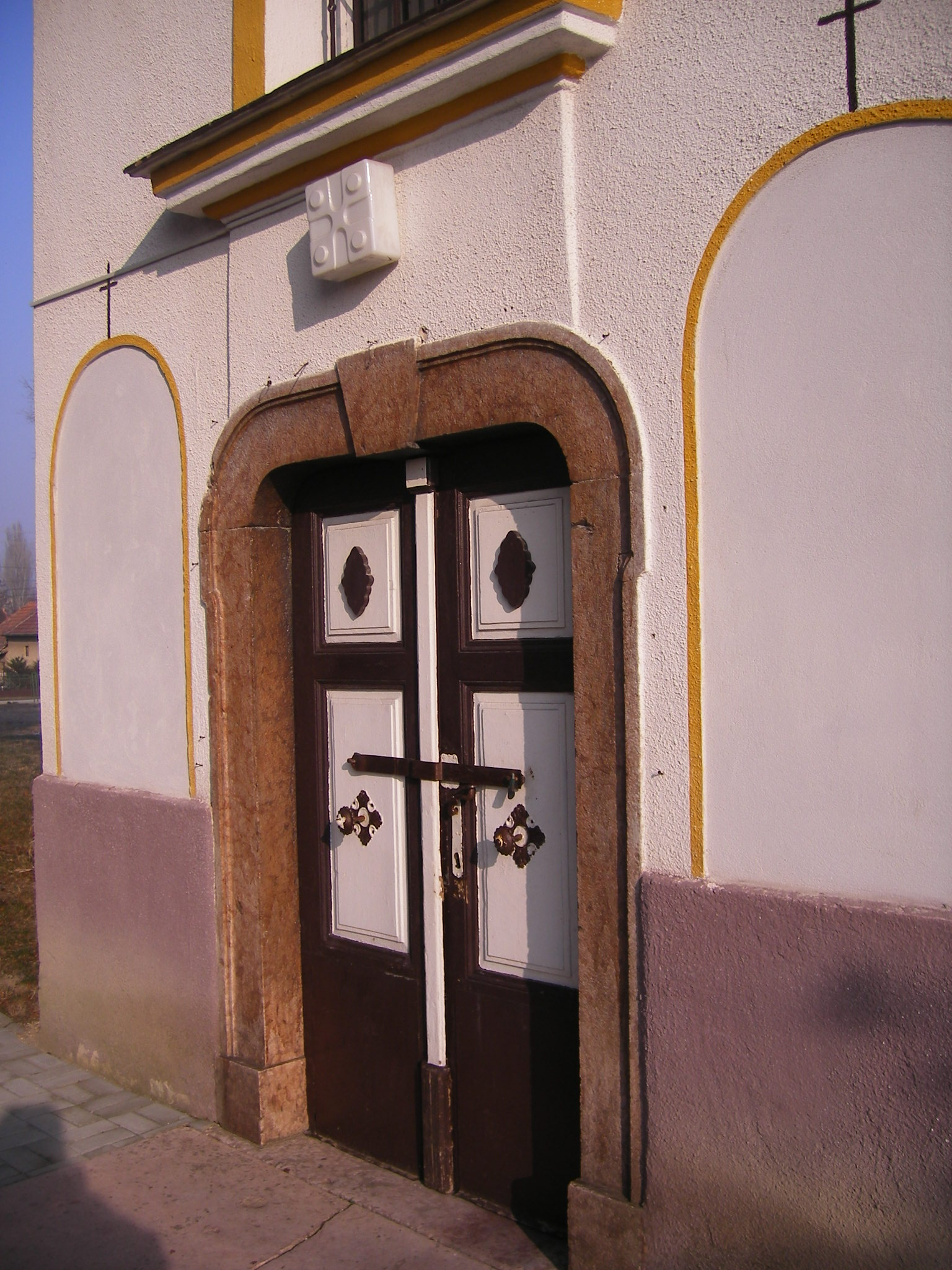
Detail portálu kostela

- Reformovaný kostol, jednolodní pozdněklasicistická stavba s pravouhlým závěrem a věží tvořící součást její hmoty, z let 1856-1860. Úpravami prošel v první polovině 20. století. Interiér kostela je plochostropý.[3] Fasády kostela jsou členěné púlkruhově ukončenými okny se šambránami. Věž je členěná lizénami a ukončená korunní římsou s terčíkem a barokní helmicí. Portál kostela má kamenné profilované ostění s púlkruhovým světlíkem.

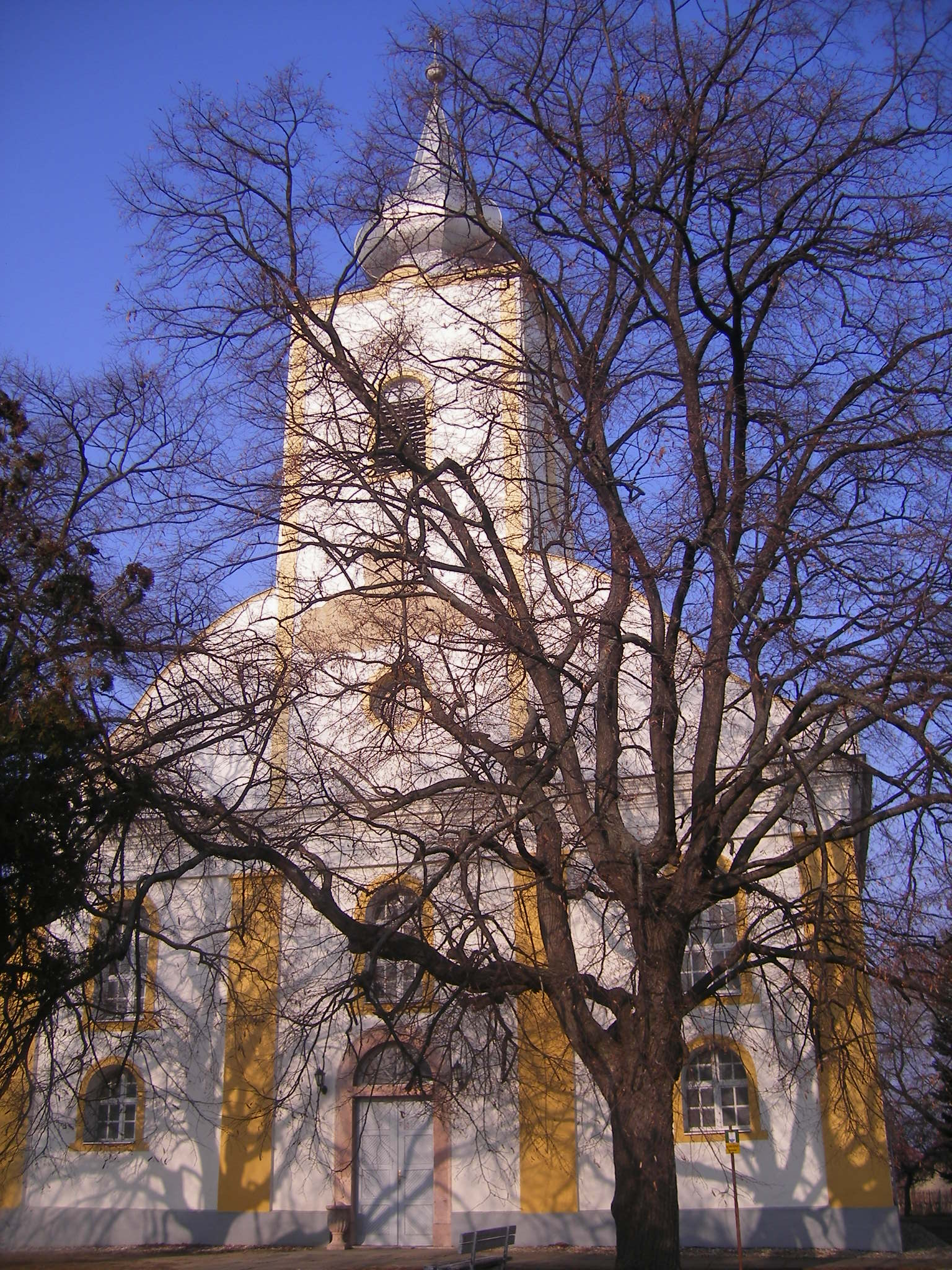
Reformovaný kostel
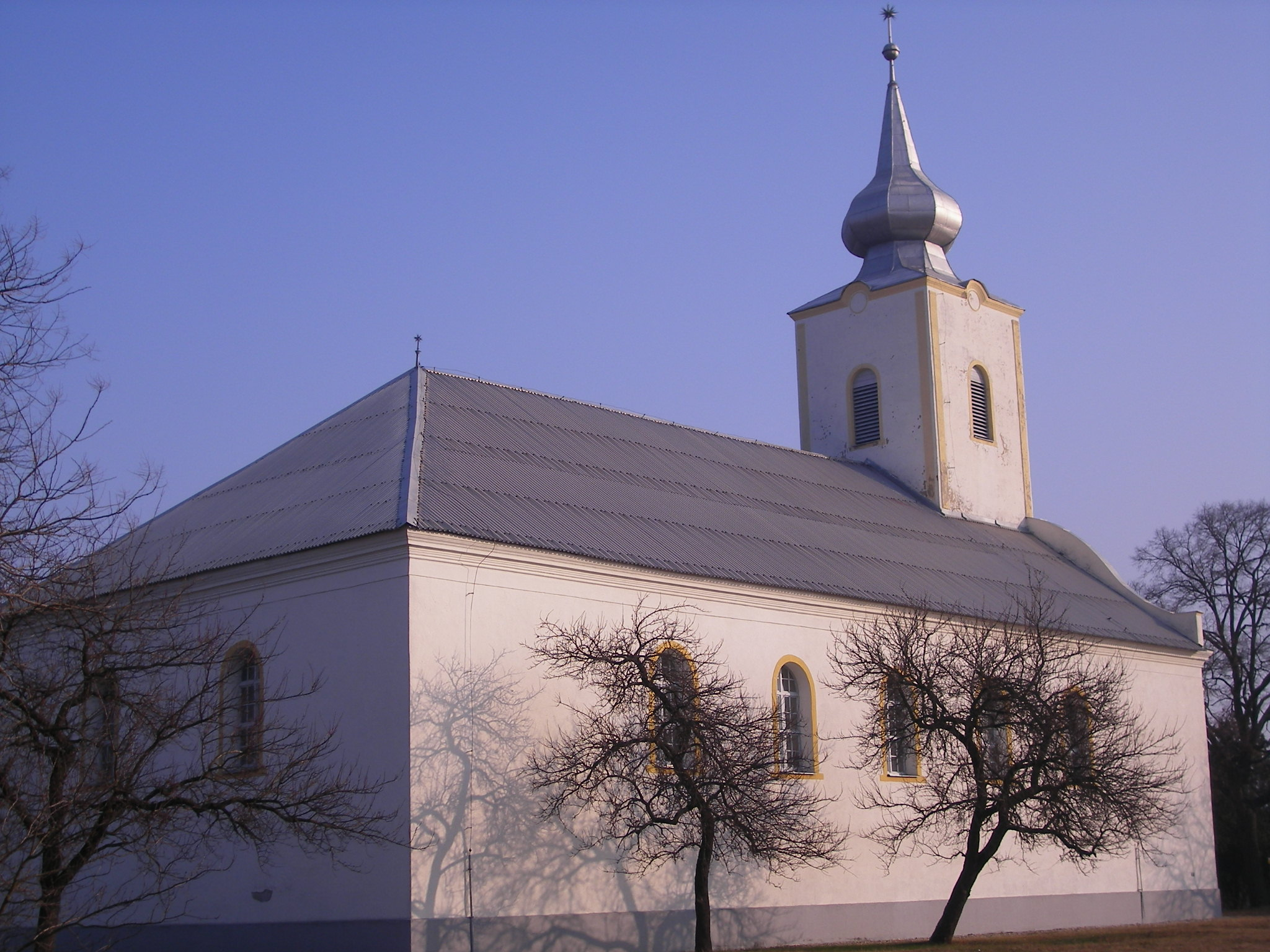
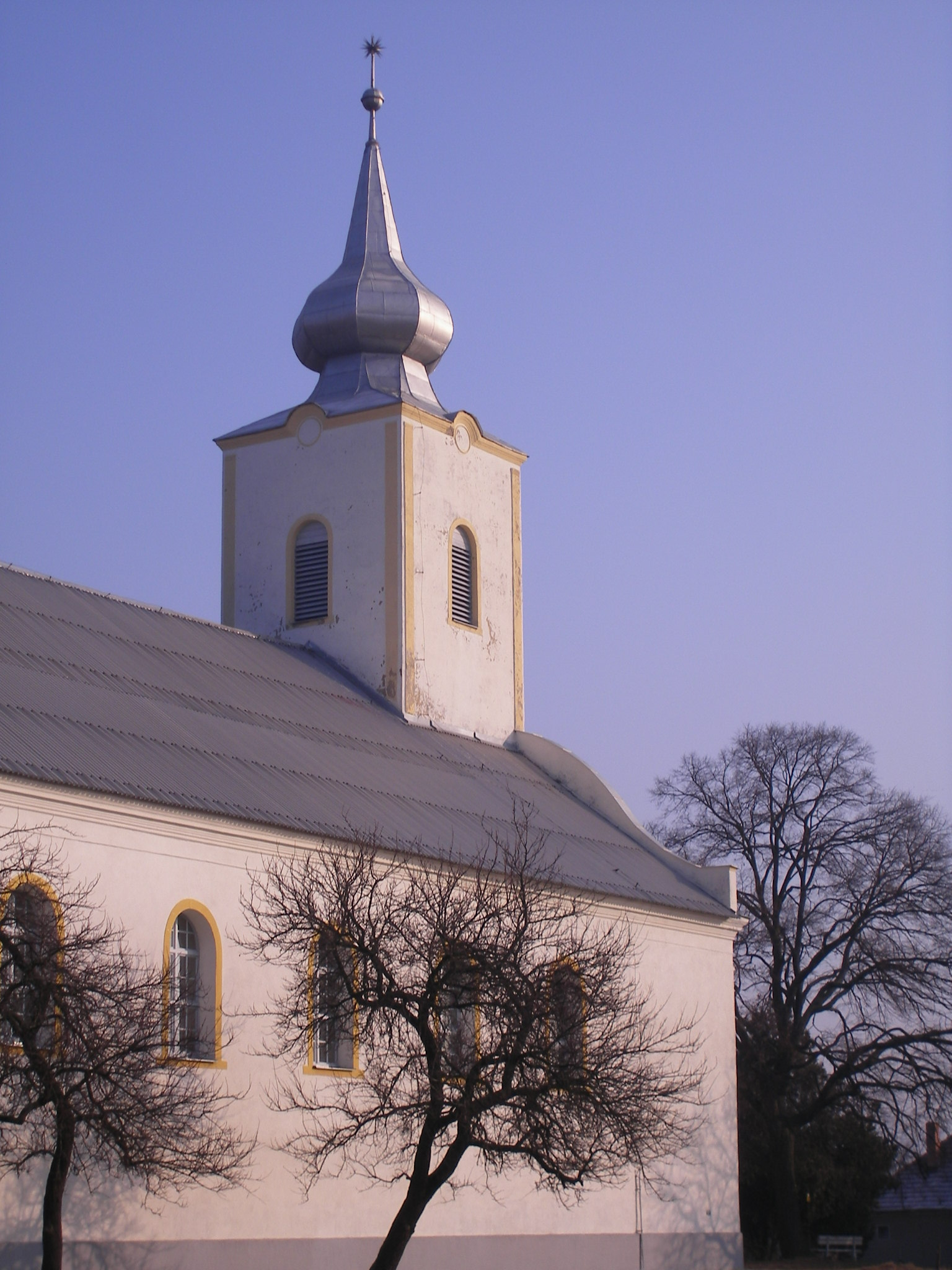
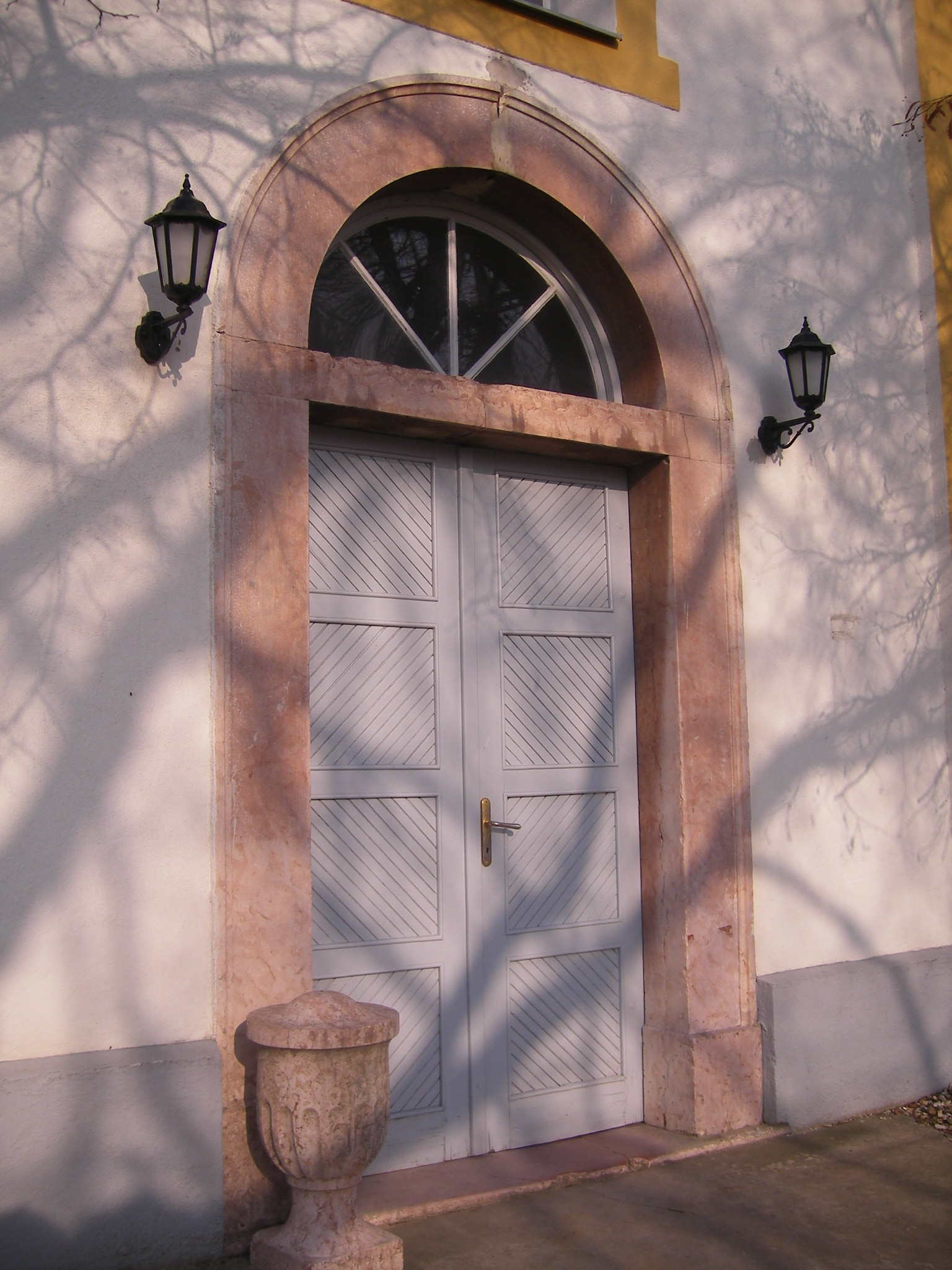
Detail portálu kostela
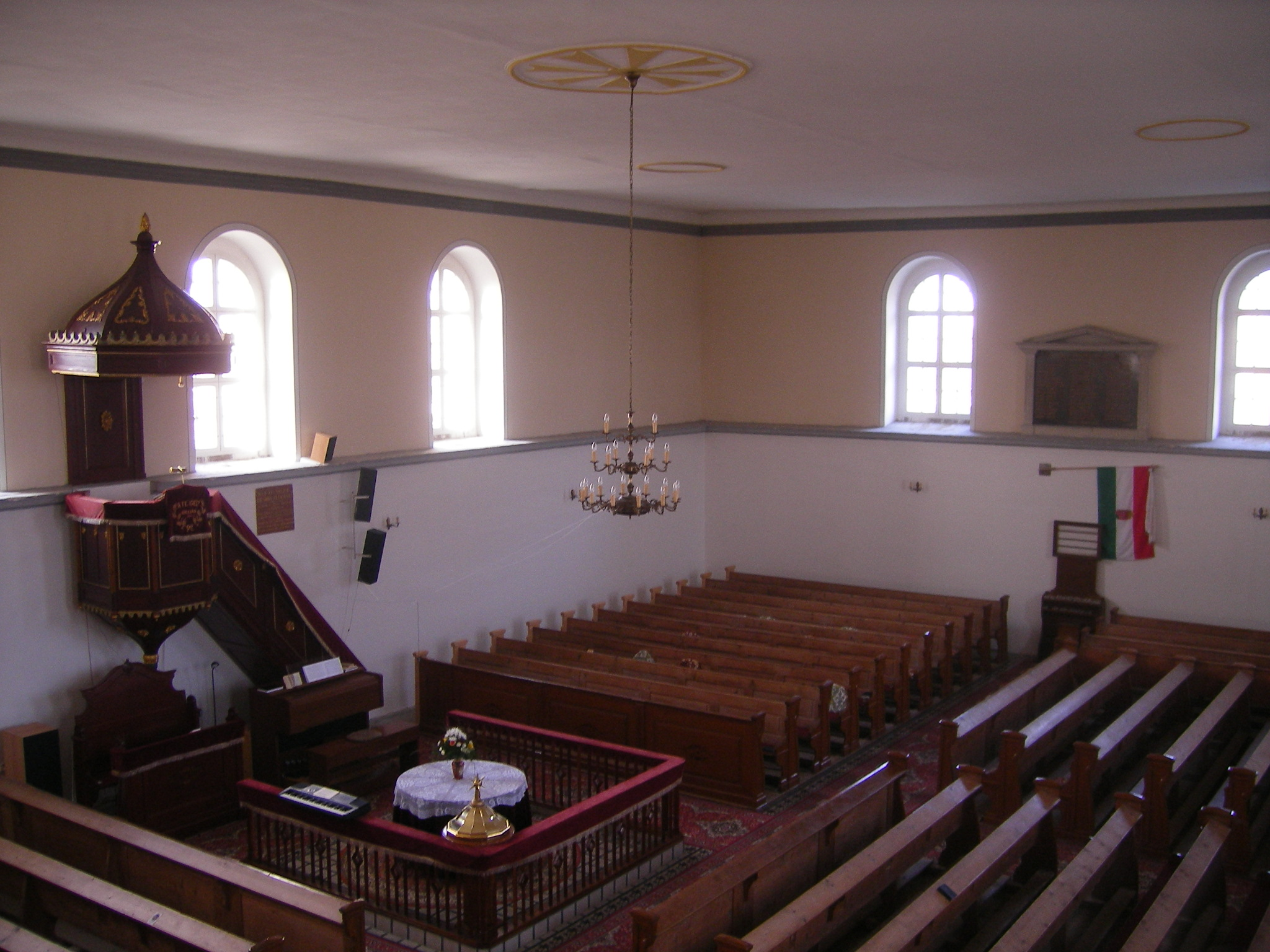
Interiér kostela

- Obecní muzeum - V Obecním muzeu v Moči čeká na zájemce významná etnografická a regionální sbírka, dle požadavků i s interaktivními programy. Návštěvník se zde setká s mnohobarevným, bohatým světem staré selské kultury.
- Socha Lilli - Dílo sochaře Gyuly Maga z roku 2009 je památkou Csokonaiho lásky. Lilla se dostala do obce Moča prostřednictvím svého druhého manželství.
- Socha sv. Jana Nepomuckého - Kopie sochy svatého Jana Nepomuckého z 18. století, která byla v roce 1945 zničena, od Gyula Maga, byla slavnostně předána 16. května 2009 na promenádě Süttő.

## Občanská vybavenost
V obci je veřejná knihovna, tělocvična a fotbalové hřiště. V obci se nachází také čerpací stanice F-Petrol.